# Oreonetides shimizui
Oreonetides shimizui är en spindelart som först beskrevs av Takeo Yaginuma 1972.  Oreonetides shimizui ingår i släktet Oreonetides och familjen täckvävarspindlar. Inga underarter finns listade i Catalogue of Life.